# 21-я бригада эскадренных миноносцев
21-я бригада эскадренных миноносцев (сокращённо 21-я БЭМ) — соединение Черноморского флота ВМФ СССР, действовавшее в 1950-е годы.
С переходом флота от класса эскадренный миноносец к введённому в 1966 году классу противолодочный корабль на базе 21-й БЭМ была сформирована 21-я бригада противолодочных кораблей, куда вошли и относительно новые артиллерийские эскадренные миноносцы проекта 56 многие из которых прослужили до начала 1990-х годов.

## Командиры соединения
- С октября 1956 по сентябрь 1958 года — Иванов, Николай Григорьевич[1].